# I Principi di Firenze
I Principi di Firenze (Die Fürsten von Florenz) è un gioco da tavolo creato da Wolfgang Kramer e Richard Ulrich distribuito nel 2001 da Alea in tedesco e da Rio Grande Games in inglese.
I giocatori assumono i ruoli dei principi fiorentini mecenati del rinascimento, impegnati nella costruzioni di sontuosi palazzi arricchiti da straordinarie opere d'arte per guadagnare prestigio.
Il gioco dura 7 turni, ognuno dei quali costituito da una fase di asta e due fasi di azione, al termine dei 7 turni il giocatore con il maggior numero di Punti Fama è il vincitore.

## Premi e riconoscimenti
Il gioco ha vinto i seguenti premi e avuto i seguenti riconoscimenti:
- 2001 - International Gamers Award: vincitore categoria miglior gioco per più giocatori;
- 2007 - Nederlandse Spellenprijs: gioco vincitore;